# Pogrom de Przytyk
Le pogrom de Przytyk est une émeute antisémite qui toucha la communauté juive de la ville Przytyk en Pologne le 9 mars 1936.
Ce pogrom est l'incident antisémite le plus célèbre dans la période entre les deux guerres en Pologne, et a attiré l'attention du monde. 

## Contexte national
Les pogroms ont été une caractéristique de la guerre soviéto-polonaise et des affrontements entre nationalistes polonais et ukrainiens dans les zones frontalières. Les pogroms les plus notoires perpétrés par des Polonais le furent à Lwów du 22 au 24 novembre 1918 et à Pinsk le 5 avril 1919, ce dernier faisant partie de la vague des pogroms en Biélorussie pendant la guerre civile russe. 
Après une amélioration des relations entre Juifs et Polonais dans la Pologne de l'entre-deux-guerres, en particulier sous les gouvernements du maréchal Józef Piłsudski, après sa mort en 1935 la détérioration des relations est aggravée par les campagnes antisémites du parti d'opposition Démocratie nationale, ce qui entraîna plusieurs incidents violents. Le plus notoire d'entre eux se déroula en territoire biélorusse à Grodno le 7 juin 1935, faisant deux morts,.

## Contexte local
Przytyk est un shtetl de 3 000 habitants composé à 90 % de juifs.La bourgade est importante pour les paysans polonais de la région car elle est centre commercial régional. Ici, les paysans vendent des produits agricoles et s'approvisionnent avec des produits fabriqués par des artisans juifs. 
Le boycott des magasins juifs que lance le Parti nationaliste d'opposition Stronnictwo Narodowe, surtout depuis l'automne 1935, atteint également Przytyk. Des piquets sont organisés devant les magasins et les stands juifs, empêchant les Polonais d'y entrer, des foires se déroulaient sans Juifs. En février 1936, un paysan fut attaqué pour avoir acheté un manteau dans un magasin juif de Przytyk. L'affaire est allée au tribunal. Accusé d'avoir incité à l'acte, le président du parti Stronnictwo Narodowe local est condamné à cinq mois de prison, mais le tribunal de deuxième instance l'a libéré de l'exécution de sa peine. La propagande du mouvement Démocratie nationale dont Stronnictwo Narodowe est une des composantes, gagne de plus en plus de partisans, surtout des paysans des environs, généralement très pauvres. Un sentiment de danger grandit parmi les Juifs. Des rumeurs circulent selon lesquelles les paysans se préparent pour à une attaque générale contre les Juifs. Les paysans disent la même chose à propos des Juifs, affirmant qu'ils s'arment secrètement. Le moindre incident peut avoir des effets imprévisibles,

## Les événements

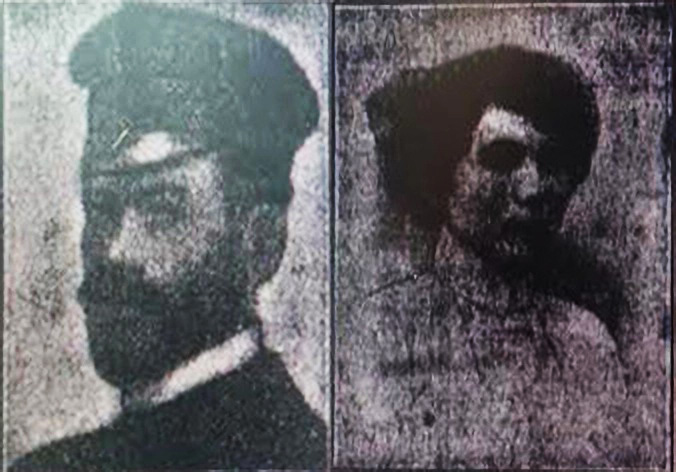
Josek Minkowski et Chaja Minkowski - victimes juives du pogrom

Deux jours avant les émeutes, certains résidents juifs se sont rassemblés sur la place de la ville, en attendant une attaque annoncée des agriculteurs polonais, mais rien ne se passe. Un groupe juif d'auto-défense est formé. 
Le lundi 9 mars se déroule une foire annuelle à laquelle participe 2000 paysans des environs. Jusqu'à 14 heures, le marché se déroule sans incident, sous la surveillance de 16 policiers.
Un jeune polonais se met alors devant un boulanger juif en incitant les paysans polonais à ne pas acheter chez les Juifs. Il est suivi par un groupe de paysans polonais qui veulent organiser le boycott des magasins juifs. Les policiers ne parviennent pas à arrêter le mouvement. Un autre groupe de paysans polonais attaquent les étalages des commerçants juifs, détruisant les marchandises, molestant les marchands, faisant plusieurs blessés. Les groupes d'auto-défense juive participent aux événements, trois polonais sont blessés par balles. Des bagarres éclatent aussi bien dans les rues que sur la place du marché. Les paysans polonais quittent le marché avec leurs chariots, certains détruisant les boutiques juives sur leur passage. Un coup de feu part d'une maison juive tuant un des paysans. L'émeute se transforme alors en pogrom, les paysans entrant dans les maisons pour détruire. Deux Juifs sont tués, un mari et sa femme, une vingtaine sont blessés dont beaucoup grièvement,.

## Conséquences

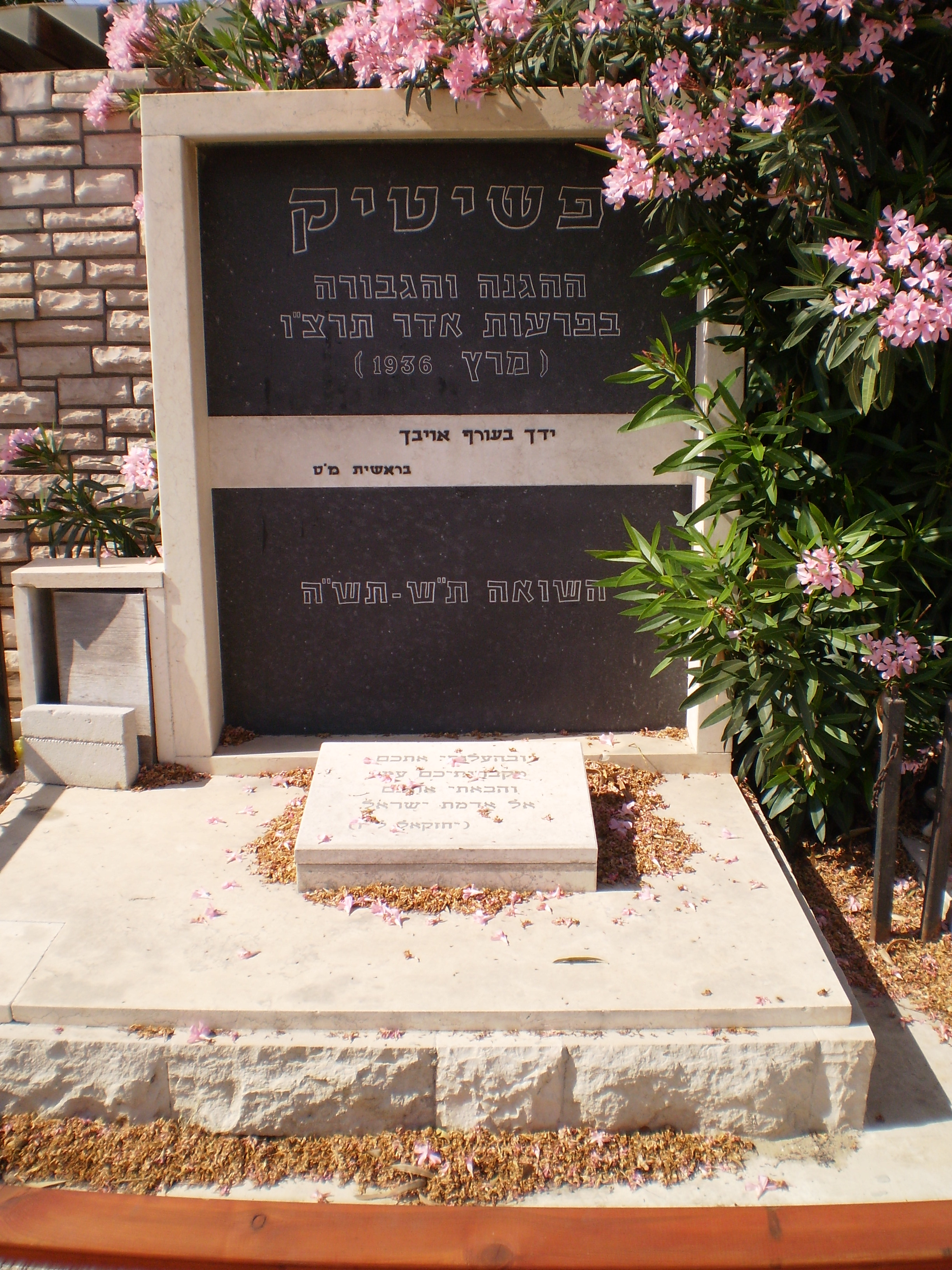
Mémorial dans le cimetière juif de Przytyk

Les événements eurent un grand retentissement dans la communauté juive. Les victimes furent enterrées au kirkut de la ville. Le 18 mars le Bund organisa une grève de protestation. Lors du procès près de 2.000 personnes se réunirent sur les tombes des victimes.
Le procès des événements débute le 2 juin 1936. 42 polonais et 14 juifs sont dans les box des accusés. La légitime défense est invoquée par les juifs, tandis que les polonais nient les faits. Le 26 juin, le verdict tombe. Sont condamnés, à huit ans de prison l'auteur du coup de feu mortel, à six et à cinq ans de prison les deux auteurs de tirs n'ayant occasionnés que des blessures. Huit autres Juifs sont condamnés à des peines de six à dix mois de prison, trois sont innocentés.
Les quatre polonais accusés d'avoir tués sont innocentés pour manque de preuve. 22 polonais reçoivent des peines allant de six mois à un an de prison. Les autres sont innocentés.
Le verdict est perçu par la communauté juive comme injuste et ces événements conduisent à une colère de la communauté à l'échelle nationale et à des grèves. Après les affrontements à Przytyk, la vague de violences anti-juives a commencé à s’atténuer en Pologne, d'autant que ces attaques fomentées par les partis nationalistes dans l'opposition sont également considérées comme des actions anti-gouvernementales. Néanmoins un pogrom eut lieu à Brześć nad Bugiem le 13 mai 1937 qui fit trois morts. Au total, il fut dénombré une centaine d'émeutes antisémites violentes entre 1935 et 1937 qui provoquèrent la mort de quatorze personnes et firent plus de 2.000 blessés. 
Le chant le plus connu du célèbre poète Mordechai Gebirtig est Undzer shtetl brent (Notre shtetl brûle), chant de révolte écrit après le pogrom de Przytyk en 1938 et devenu le chant des combattants des ghettos.